# Yvonne Eisenring

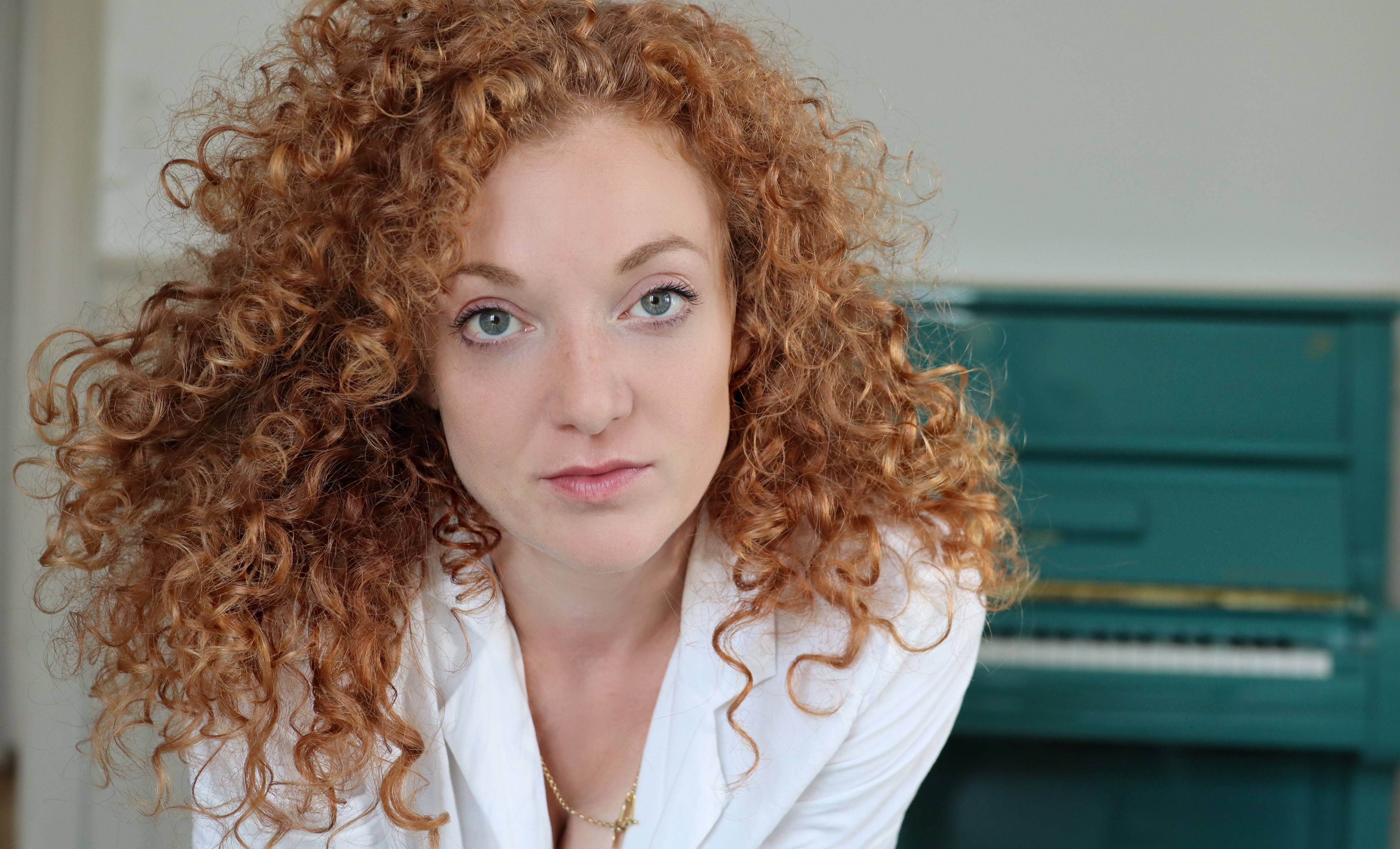
Yvonne Eisenring (2021)

Yvonne Eisenring (* 22. Juni 1987 in Zürich) ist eine Schweizer Autorin und Moderatorin.

## Leben
Yvonne Eisenring schreibt Bücher, Theaterstücke und Drehbücher und war viele Jahre Journalistin und Kolumnistin für verschiedene Magazine und Zeitungen. Sie studierte Philosophie an der Fernuniversität in Hagen und lebt in Zürich, New York und Paris.
2013 wurde sie vom Schweizer Journalist zur Newcomerin des Jahres gewählt. Im selben Jahr gewann sie den zweiten Platz des Essaypreises von Das Magazin und war nominiert für den Schweizer Medienpreis. 2016 erschien im Orell Füssli Verlag mit Ein Jahr für die Liebe – 1 Jahr, 12 Länder, 50 Dates ihr erstes Buch. Eisenring war mit ihrem Werk mehrere Wochen in der Schweizer Bestsellerliste und stiess auf grosses Medienecho.
2018 wurde ihr zweites Buch Eine Frage der Zeit veröffentlicht. Im selben Jahr wurde sie für ihre Videokolumne Wie geht Leben? beim Tages-Anzeiger mit dem European Newspaper Award ausgezeichnet. 2019 war sie Mitgründerin des internationalen Medienkunstprojektes Yuujou, das sie zusammen mit ihrer Schwester Corinne Eisenring und digitec-Galaxus-Mitgründer Oliver Herren lancierte. In 100 Tagen reiste sie entlang einer Freundschaftskette von Berlin nach Tokyo.
2023 erschien ihr Debütroman Nino - Und der Wunsch nach mehr im Verlag Sechsundzwanzig. Die Handlung des Romans spielt grossteils in New York. Eisenring habe damit das Thema der modernen Spiritualität aufgreifen wollen, das in der Stadt Hochkonjunktur habe. Ein Jahr später wurde ihr Buch Life Rebel - Mein Leben in 6 Städten und die Suche nach dem, was wirklich zählt im Piper Verlag veröffentlicht. Das Buch stieg sofort auf Platz 1 der Schweizer Bestsellerliste ein, wo es mehrere Wochen blieb.
Der Verein TheaterWärch in Stans brachte im April 2024 ihr Theaterstück Wolke 97 auf die Bühne. Regie führte die Luzerner Mezzosopranistin und Regisseurin Julia Zeier. Beim Schweizer Radio und Fernsehen moderiert sie den Podcast "Zivadiliring" und die Sendung "SRF Unlocked". Für CH Media moderiert sie das Talk-Format Wahrheit, Wein und Eisenring.

## Auszeichnungen
- 2013 Newcomerin des Jahres, Schweizer journalist
- 2013 Essaypreis Das Magazin, 2. Platz[20]
- 2013 Schweizer Medienpreis, Kategorie Fernsehen, 2. Platz[21]
- 2014 Nomination Medienpreis für Freischaffende
- 2018 European Newspaper Award, Innovation Online[8][9]
- 2023 Suisse Podcast Award für Zivadiliring, Unterhaltung[22]
- 2023 G&G Awards, Durchstarterinnen des Jahres[23]

## Werke

### Bücher
- Life Rebel - Mein Leben in 6 Städten und die Suche nach dem, was wirklich zählt, PIPER, Deutschland, 2024, ISBN 978-3-492-06465-1[24]
- Nino - Und der Wunsch nach mehr, Verlag Sechsundzwanzig, Zürich 2023, ISBN 978-3-9525399-1-0
- Eine Frage der Zeit, edition flv, Zürich, Schweiz 2018, ISBN 978-3-9525039-0-4.
- Ein Jahr für die Liebe – 1 Jahr, 12 Länder, 50 Dates, Orell Füssli Verlag, Zürich, Schweiz 2016, ISBN 978-3-280-05608-0.

### Theaterstücke
- Peace for Penis, Thomas Sessler Verlag, Wien, Österreich, 2023[25]
- Wolke 97, Thomas Sessler Verlag, Wien, Österreich, 2023[26]

### Filme
- Documentary: Yuujou - A Friendship Experiment[27][28]

## Belege
1. ↑  Schweizer Medienpreis: Duell der Geschwister. In: SRF 1, glanz & gloria. 14. April 2013 (Porträt über Corinne und Yvonne Eisenring beim Medienpreis; Video; 2:52 min).
2. ↑  Marco Lüthi: «Wir merkten, dass wir auf ganz andere Art und Weise arbeiten». In: persoenlich.com. 27. März 2014 (Interview).
3. ↑  Yvonne Eisenring ist sogar in Pakistan gefragt. In: 20 Minuten. 18. November 2016 (Interview).
4. ↑  Kerry McDermott: Would you make finding love your full-time job? One woman quit work to date her way around the world – but admits it hasn’t been an easy journey. In: Daily Mail. 11. November 2016. Abgerufen am 30. September 2017.
5. ↑  Catriona Harvey-Jenner: This woman quit her job to take on dating full time. In: Cosmopolitan UK. 8. November 2016.
6. ↑  Susanne Holz: Yvonne Eisenring veröffentlicht Buch über verstorbenen Vater: «Ich hätte eine Million Fragen». Abgerufen am 18. Dezember 2018.
7. ↑  Der wahre Held meiner Geschichten. 13. Dezember 2018, abgerufen am 18. Dezember 2018 (deutsch).
8. 1 2  14-mal ausgezeichneter Journalismus. In: Tages-Anzeiger. 12. April 2018, ISSN 1422-9994 (tagesanzeiger.ch [abgerufen am 18. Dezember 2018]).
9. 1 2  20. Wettbewerb · Presse-Information und Liste der Gewinner – European Newspaper Award. Archiviert vom Original (nicht mehr online verfügbar) am 18. Dezember 2018; abgerufen am 18. Dezember 2018 (deutsch).  Info: Der Archivlink wurde automatisch eingesetzt und noch nicht geprüft. Bitte prüfe Original- und Archivlink gemäß Anleitung und entferne dann diesen Hinweis.
10. ↑  Yvonne Eisenring, Laura Himmelreich: In 100 Tagen um die Welt für lau – so geht's. In: Vice. 21. November 2018, abgerufen am 18. Dezember 2018.
11. ↑  www 20minuten ch, 20 Minuten, 20 Min www.20min.ch: Leute aus 100 Ländern wollen Teil von Yuujou sein. Abgerufen am 18. Dezember 2018.
12. ↑  Yuujou: Während 100 Tagen Freundschaften bilden. Abgerufen am 1. August 2024 (Schweizer Hochdeutsch).
13. ↑  Zoé Richardet: Sie schreibt über eine unersättliche Generation in: Tages-Anzeiger vom 25. Mai 2023, S. 19
14. ↑  Vanja Kadic: Autorin Yvonne Eisenring: «Es macht lethargisch, auf sein Glück zu warten». 16. Mai 2023, abgerufen am 3. Oktober 2024.
15. ↑  Daniel Arnet: Von null auf Platz eins – ihr Buch wollen alle lesen. In: Blick. Blick, 6. April 2024, abgerufen am 1. August 2024.
16. ↑  Wolke 97 - TheaterWärch Stans. Abgerufen am 23. April 2024.
17. ↑  Zivadiliring - Audio & Podcasts - SRF. Abgerufen am 11. November 2021.
18. ↑  SRF Unlocked - Play SRF. Abgerufen am 15. Mai 2023.
19. ↑  Wahrheit, Wein und Eisenring – Podcast: Neue Folgen. Abgerufen am 15. Mai 2023.
20. ↑  Yvonne Eisenring Archives - Das Magazin. Abgerufen am 1. Oktober 2018 (deutsch).
21. ↑  Swiss Press Award. Abgerufen am 1. Oktober 2018 (deutsch).
22. ↑  Zwei SRF-Podcasts gewinnen Suisse Podcast Award. Abgerufen am 17. März 2023.
23. ↑  Gesichter & Geschichten - «G&G» Awards 2023 Spezial - Play SRF. Abgerufen am 12. Februar 2024.
24. ↑  Yvonne Eisenring: Life Rebel - Mein Leben in 6 Städten und die Suche nach dem, was wirklich zählt. Hrsg.: Yvonne Eisenring. Piper, 2024, ISBN 978-3-492-06465-1, S. 208.
25. ↑  Thomas Sessler Verlag: STÜCKE A-Z. Abgerufen am 15. Mai 2023.
26. ↑  Thomas Sessler Verlag: STÜCKE A-Z. Abgerufen am 15. Mai 2023.
27. ↑  Corinne Eisenring: Yuujou the Friendship Experiment. 1. Juli 2021, abgerufen am 11. November 2021.
28. ↑  Yuujou the Friendship Experiment on iTunes. 1. Januar 2021, abgerufen am 11. November 2021 (britisches Englisch).

| Personendaten    | Personendaten                                   |
| ---------------- | ----------------------------------------------- |
| NAME             | Eisenring, Yvonne                               |
| KURZBESCHREIBUNG | Schweizer Journalistin, Autorin und Moderatorin |
| GEBURTSDATUM     | 22. Juni 1987                                   |
| GEBURTSORT       | Zürich                                          |